# آنا غورشكوفا
آنا أندرييفنا غورشكوفا (الروسية:Анна Андреевна Горшкова ، من مواليد 28 نوفمبر 1983) ممثلة وعارضة أزياء روسية، ظهرت لأول مرة في دور بولينا بينكوفا في أوبرا الصابون بدنايا ناستيا عام 2003.

## روابط خارجية
- آنا غورشكوفا على موقع IMDb (الإنجليزية)
- آنا غورشكوفا على موقع قاعدة بيانات الفيلم (الإنجليزية)
- آنا غورشكوفا على موقع كينوبويسك (الروسية)

- آنا غورشكوفا في قاعدة بيانات الأفلام على الإنترنت